# 959

Kaart van Lotharingen: Neder-Lotharingen (in groen) en Opper-Lotharingen (in bruin)

Het jaar 959 is het 59e jaar in de 10e eeuw volgens de christelijke jaartelling.

## Gebeurtenissen

### Byzantijnse Rijk
- 9 november - Keizer Constantijn VII ("Porphyrogennetos") overlijdt in Constantinopel na een regeerperiode van 46 jaar. Hij wordt opgevolgd door zijn 21-jarige zoon Romanos II als heerser van het Byzantijnse Rijk. Boze tongen beweren dat Constantijn vergiftigd is en dat Romanos of zijn vrouw zijn dood hebben veroorzaakt. Na de troonsbestijging voert Romanos een grondige zuivering door aan het keizerlijke hof.[1]

### Europa
- Bruno I, aartsbisschop en hertog van Lotharingen, treedt af. Zijn broer, koning Otto I ("de Grote"), verdeelt het hertogdom in twee delen: Neder-Lotharingen en Opper-Lotharingen. Hij benoemt Godfried I en Frederik I tot markgraven. Neder-Lotharingen omvat grotendeels het huidige Nederland en België. Opper-Lotharingen omvat voor een deel het huidige Noord-Frankrijk en Rijnland-Palts (Duitsland).[2]
- Olga van Kiev ("de Heilige"), grootvorstin en regentes van het Kievse Rijk, vraagt Otto I ("de Grote") een bisschop te benoemen voor haar rijk. Hij kan hieraan geen gehoor geven, omdat alleen de paus bisschoppen kan benoemen (waarschijnlijke datum).
- Aymon I, hertog van Bourbon, overlijdt en wordt opgevolgd door zijn zoon Archimbald I ("de Moedige"). Hij wordt tevens de beschermheer van de monniken van de priorij van Sauvigny.

### Engeland
- 1 oktober - Koning Edwy ("the All-Fair") overlijdt na een regeerperiode van 4 jaar. Hij wordt opgevolgd door zijn 16-jarige broer Edgar I ("de Vreedzame") als heerser van Engeland. Tijdens zijn bewind herenigt Edgar het koninkrijk, Northumbria onderwerpt zich aan zijn heerschappij.[3]

### Religie
- Dunstan, bisschop van Worcester en Londen, wordt door Edgar I ("de Vreedzame") aangesteld als aartsbisschop van Canterbury en zijn persoonlijke adviseur.[4]
- De (voorloper van de) Sint-Bavokerk in Aardenburg wordt gesticht.

## Geboren
- 12 april - En'yu, keizer van Japan (overleden 991)
- Yeshe-Ö, koning van Guge (overleden 1036)

## Overleden
- 15 februari - Columbanus, Iers-Vlaams monnik en kluizenaar
- 1 oktober - Edwy ("the All-Fair") (18), koning van Engeland
- 3 oktober - Gerardus van Brogne, Vlaams abt en hervormer
- 9 november - Constantijn VII, keizer van het Byzantijnse Rijk
- Aymon I (59), hertog van Bourbon (r. 953 - 959)